# Pleasant Valley (New York, város)
Pleasant Valley város az USA New York államában, Dutchess megyében. Lakosainak száma 9799 fő (2020. április 1.).

## Népesség
A település népességének változása:

| 2010 | 9 672 |
| 2020 | 9 799 |